# Konstancja Skirmuntt
Konstancja Skirmuntt, (anche  Konstancja Skirmunttówna; lituano:Konstancija Skirmuntaitė; bielorusso:Канстанцыя Скірмунт); (Pinsk, 1851 – Pinsk, 23 gennaio 1934), è stata una storica e attivista polacca di origine lituana, membro del movimento Krajowcy che voleva preservare la doppia identità polacco-lituana. Nata in una famiglia nobile con profonde radici nell'ex Granducato di Lituania, Skirmuntt trascorse la maggior parte della sua vita a Pinsk o nelle vicinanze. Senza alcuna formazione formale in storia, scrisse quattro importanti opere storiche che romanticizzarono e idealizzarono il passato. Scritti in un linguaggio facile e accessibile, divennero popolari. Pubblicò anche articoli sulla stampa polacca e lituana discutendo le questioni dell'identità polacco-lituana. Sostenne la rinascita nazionale lituana, ma si oppose sia al nazionalismo lituano che a quello polacco. Dopo la prima guerra mondiale, pubblicò critiche alla Seconda Repubblica Polacca e alle sue politiche e atteggiamenti nei confronti delle minoranze etniche.

## Biografia
Skirmuntt nacque nel 1851 a Kalodnaje  nel Pinsky Uyezd del Governatorato di Minsk dell'Impero russo (l'attuale distretto di Stolin in Bielorussia). La sua famiglia di nobili locali faceva risalire la loro discendenza al XIII secolo. Sua madre, Helena Skirmunt, era una pittrice e scultrice. Come molti altri figli della nobiltà, Skirmuntt fu educata a casa da tutori. Entrambi i suoi genitori sostennero la rivolta di gennaio del 1863, furono arrestati ed esiliati in Russia. I bambini furono affidati alle cure dell'anziana nonna, che mandò Skirmutt a studiare a Kalisz. Nel 1869, quando i suoi genitori furono rilasciati dall'esilio, Skirmuntt li accompagnò in Crimea. Ha lasciato una descrizione vivida e impressionante dei suoi viaggi in Crimea, con particolare enfasi sulle grotte locali e sulle cosiddette "città rupestri e monasteri". Tornò dopo la morte della madre nel 1874 e continuò a vivere a Pinsk fino alla sua morte nel gennaio 1934.

## Opere
Il suo primo lavoro sulla storia della Lituania fu pubblicato con lo pseudonimo di Pojata nel 1886. Nel 1897-1909 pubblicò un'opera in tre volumi sulla preistoria e la storia antica della Lituania. Romanticizzò e idealizzò il passato, elogiò e glorificò vari granduchi (in particolare il granduca Vytautas), criticò Jogaila, diffamò l'Ordine Teutonico. I suoi libri furono scritti in un linguaggio facilmente accessibile, tradotti in lituano diventando molto popolari tra gli attivisti della Rinascita Nazionale Lituana. Scrisse anche numerosi articoli su questioni politiche ed etniche per la stampa polacca e lituana, tra cui Kraj, Przegląd Wileński, Kurier Wileński, Litwa, spesso usando lo pseudonimo di Futurus. Due raccolte dei suoi articoli furono pubblicate nel 1907 e nel 1913. Corrispondeva con Eliza Orzeszkowa, scrittrice positivista polacca.
Durante il mandato del primo ministro Pyotr Stolypin, riuscì a proteggere una chiesa cattolica dalla distruzione a Haradzišča, un villaggio vicino a Pinsk. Nel 1910, insieme a Marian Zdziechowski, lavorò senza successo per portare una delegazione lituana alle celebrazioni del 500º anniversario della battaglia di Grunwald a Cracovia. Nel 1911-1912 condusse senza successo una campagna per una facoltà lituana presso l'Università Jagellonica. Per le sue opere e i suoi sforzi, fu insignita del titolo Pro Ecclesia et Pontifice dal Vaticano e del dottorato honoris causa dall'Università Vytautas Magnus.

## Opinioni politiche
Skirmuntt sostenne la Rinascita Nazionale Lituana e corrispose con attivisti lituani come Jonas Basanavičius e Adomas Jakštas, ma non sostenne né il nazionalismo lituano né quello polacco. Si identificò come lituana, ma parlava polacco e sostenne un'unione tra Polonia e Lituania nelle tradizioni storiche della Confederazione polacco-lituana. Nel 1914 pubblicò un opuscolo di 10 pagine in lingua lituana Nosce te ipsum in cui criticava la divisione in "noi" e "loro" basata esclusivamente sulla lingua: lamentava il fatto che i lituani avessero rifiutato il poeta Adam Mickiewicz o il compositore Stanisław Moniuszko solo perché scrivevano in polacco. Sebbene le sue opere storiche fossero popolari, dovette affrontare critiche ed essere evitata sia dai polacchi (che la consideravano una "separatista") che dai lituani (che non la consideravano una vera lituana). Vedendo l'inevitabile ascesa del nazionalismo, in una lettera a Basanavičius si definì "l'ultima mohicana".

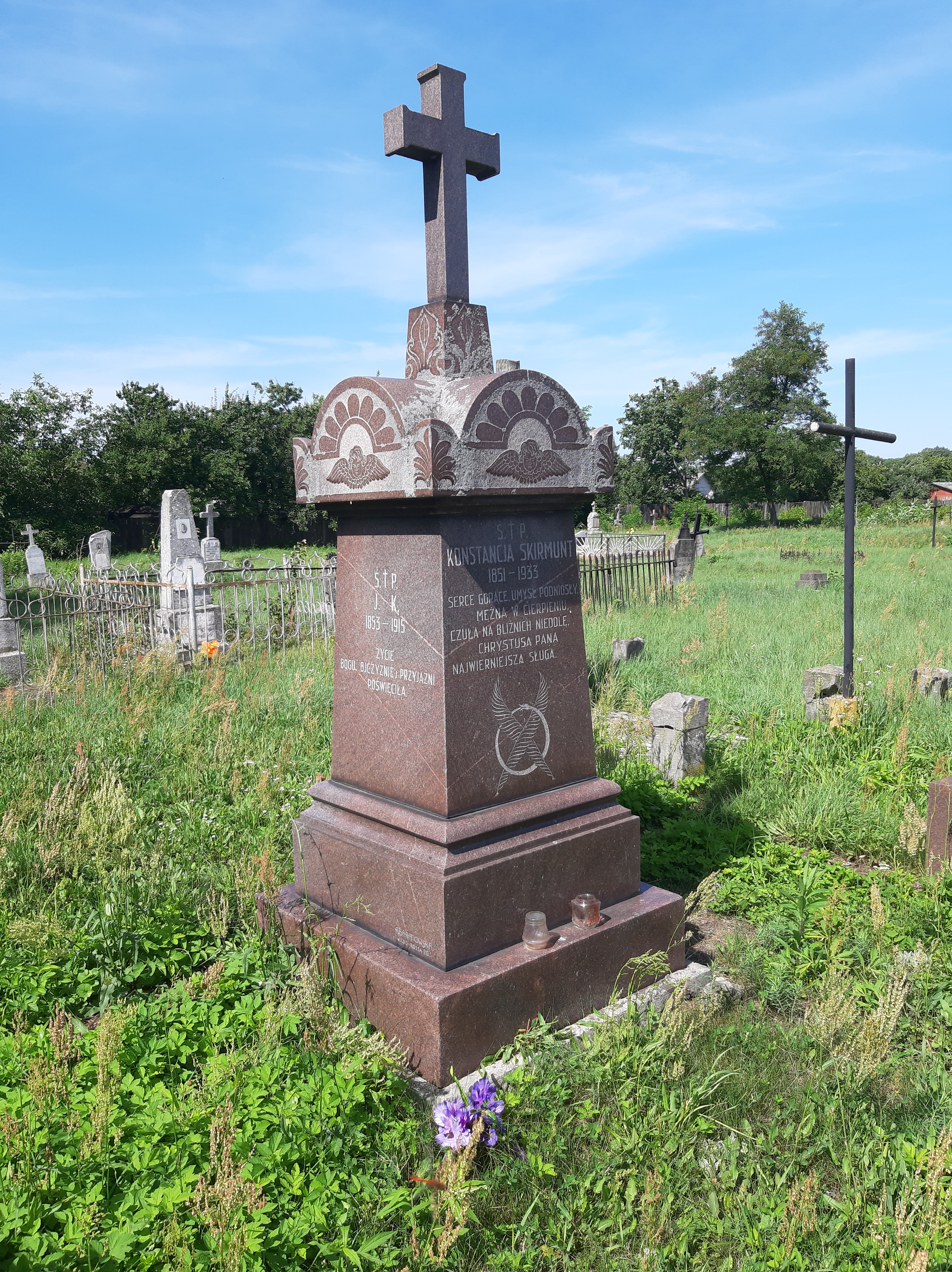
Tomba di Konstancja Skirmuntt a Pinsk

Dopo la prima guerra mondiale, Pinsk entrò a far parte della Seconda Repubblica Polacca. Criticò l'ammutinamento di Żeligowski (con cui la Polonia conquistò Vilnius dalla Lituania) e le politiche polacche nei confronti delle minoranze etniche. Esortò la Polonia a comprendere e rispettare le persone che vivevano a Kresy e che erano di nazionalità e cultura diverse da quelle polacche. Espresse queste opinioni in Idea jagiellońska a polityka kresowa pubblicato nel 1925 e nell'opuscolo Kwestja zasad pubblicato nel 1933. Allo stesso tempo, criticò il governo lituano per aver firmato il trattato di pace sovietico-lituano nel 1920 o l'Assemblea costituente della Lituania per aver lanciato una riforma agraria che nazionalizzava le terre di proprietà della nobiltà.

## Vita privata
Non si sposò mai e non ebbe figli.

## Opere
Le sue opere principali sono:
- Dzieje Litwy opowiedziane w zarysie (Storia della Lituania in una panoramica; 1886; tradotta in lituano nel 1887-1888)
- Z najstarszych czasów plemienia litewskiego (Dai primi tempi dei lituani; 1892; ripubblicato nel 1897 come primo volume della serie Nad Niemnem i nad Bałtykiem)
- Nad Niemnem i nad Bałtykiem (Lungo il Neman e il Baltico), tre volumi:
  - W zaraniu dziejów [archivio] (L'alba della storia; 1897)
  - Podania; Czasy przed-Mendogowe; Dzieje starożytnych Prus [archivio] (Leggende, epoca pre-Mindagau, Storia dell'antica Prussia; 1903; tradotto in lituano nel 1922)
  - Mindog, król Litwy [archivio] (Mindaugas, Re di Lituania; 1909; pubblicato per la prima volta in lituano nel 1908)
- Idea jagiellońska a polityka kresowa (Idea jagellonica e politica dei confini; 1925)